# Sheila White
Sheila White (Londra, 18 ottobre 1948 – Kingston upon Thames, 7 settembre 2018) è stata un'attrice inglese.
Ha recitato in diversi musical a Londra, tra cui The Sound of Music (1961), Dames At The Sea (1969), The Biograph Girl (1980) e Little Me (1984), per cui fu candidata al Laurence Olivier Award alla migliore attrice in un musical. 

## Filmografia parziale
- Stranger in the House, regia di Pierre Rouve (1967)
- Girando intorno al cespuglio di more (Here We Go Round the Mulberry Bush), regia di Clive Donner (1968)
- Oliver!, regia di Carol Reed (1968)
- Il mascalzone (Villain), regia di Michael Tuchner (1971)
- Confessioni di un pulitore di finestre (Confessions of a Window Cleaner), regia di Val Guest (1974)
- Lo stallone erotico (Alfie Darling), regia di Ken Hughes (1975)
- Un astronauta alla tavola rotonda (Unidentified Flying Oddball), regia di Russ Mayberry (1979)